# Royal International Air Tattoo
Royal International Air Tattoo (RIAT) är världens största militära flyguppvisning. Flyguppvisningen anordnas årligen tredje helgen i juli, och vanligtvis vid RAF Fairford i Gloucestershire. Showen lockar vanligtvis totalt 150.000 till 160.000 åskådare.

## Historia
Den första Air Tattoo arrangerades på North Weald Airfield i Essex 1971 och samlade drygt 100 flygplansindivider. Flyguppvisningen grundades av Paul Bowen och Timothy Prince, (vilka båda är flygledare), samt Air Marshal Sir Denis Crowley-Milling.
Mellan 1973 och 1983 anordnades flyguppvisningen på RAF Greenham Common, initialt under namnet Royal Air Forces Association. År 1985 flyttades flygshowen till RAF Fairford. År 1976 fick flygshowen status som International Air Tattoo, och 1996 fick showen ett erkännande av drottning Elizabeth II, då den upphöjdes till kunglig, och fick namnet Royal International Air Tattoo.
- Fram till 1993 anordnades flygshowen endast vartannat år. Åren 2000 och 2001 var flygshowen temporärt flyttad till RAF Cottesmore, då RAF Fairford ej var tillgänglig på grund av ombyggnadsarbeten.
- År 2003 blev flygshowen av Guinness Rekordbok utnämnd till världens största någonsin anordnade flygshow. Totalt hade 535 flygplansindivider deltagit i flyguppvisningen.
- År 2014 ställdes totalt 224 flygplan ut på året show, från 32 olika flygvapen runt om i världen.
- År 2016 planerar Saab att visa upp nya Saab 39 Gripen NG på flygshowen.

Flyguppvisningen har under åren varit premiärplats för nya flygplansindivider, då bland annat B-2A Spirit visades upp för första gången utanför USA, både genom utställning och flyguppvisning. År 2008 genomfördes även den första landningen i Europa med Lockheed F-22 Raptor.
För både nationella flygvapen men även militärindustrin, har flygshowen blivit ett stort och viktigt skyltfönster. Därmed har den blivit en viktig föregångare till Farnborough Airshow, vilken äger rum en vecka efter RIAT. Detta då RIAT möjliggör för industrin att visa upp sina nya luftfartyg, det vill säga flygplan och helikoptrar, utan några kommersiella påtryckningar, vilka finns på Farnborough Airshow.